# Naturkautschuk

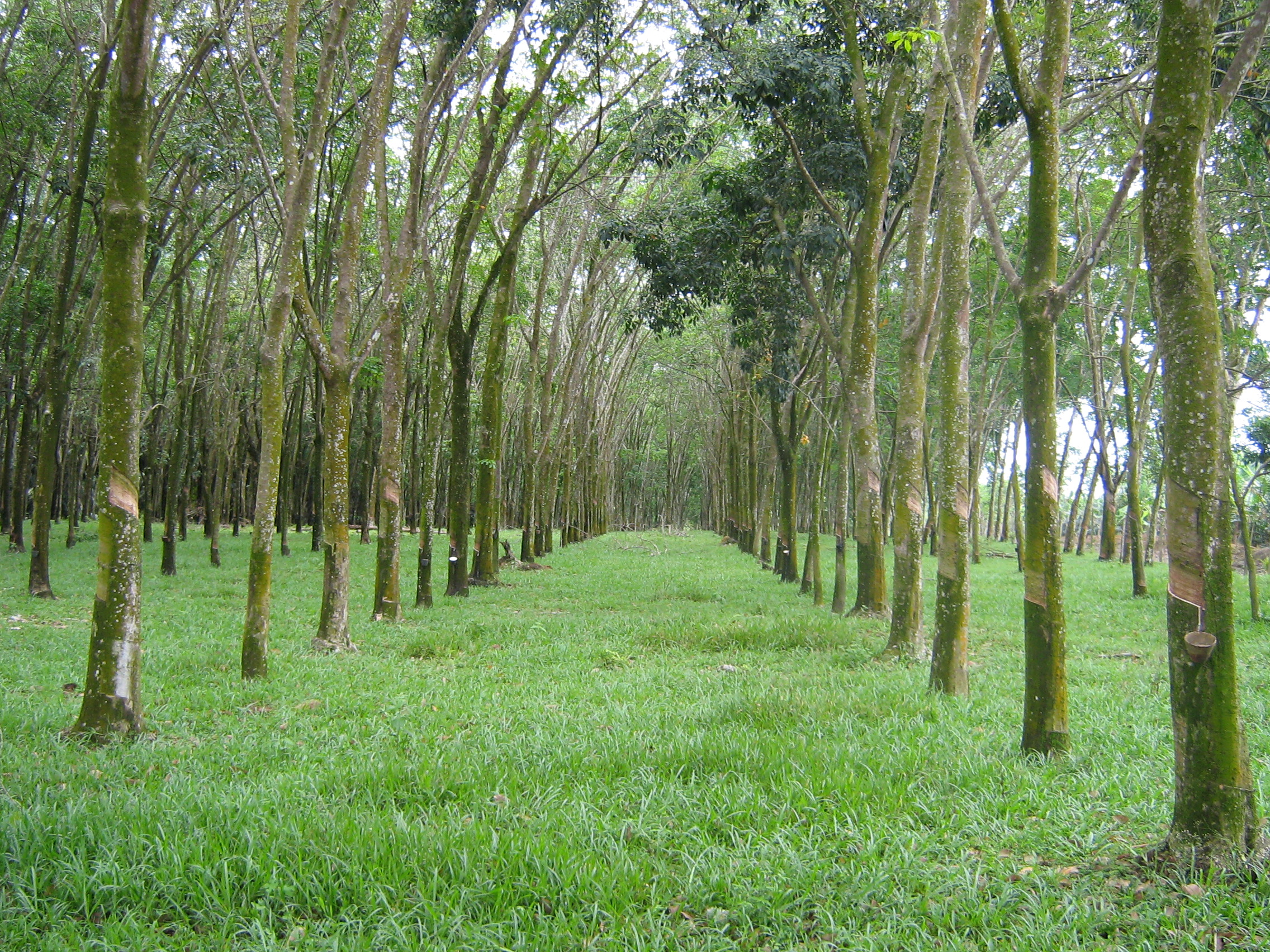
Kautschukplantage in Malaysia

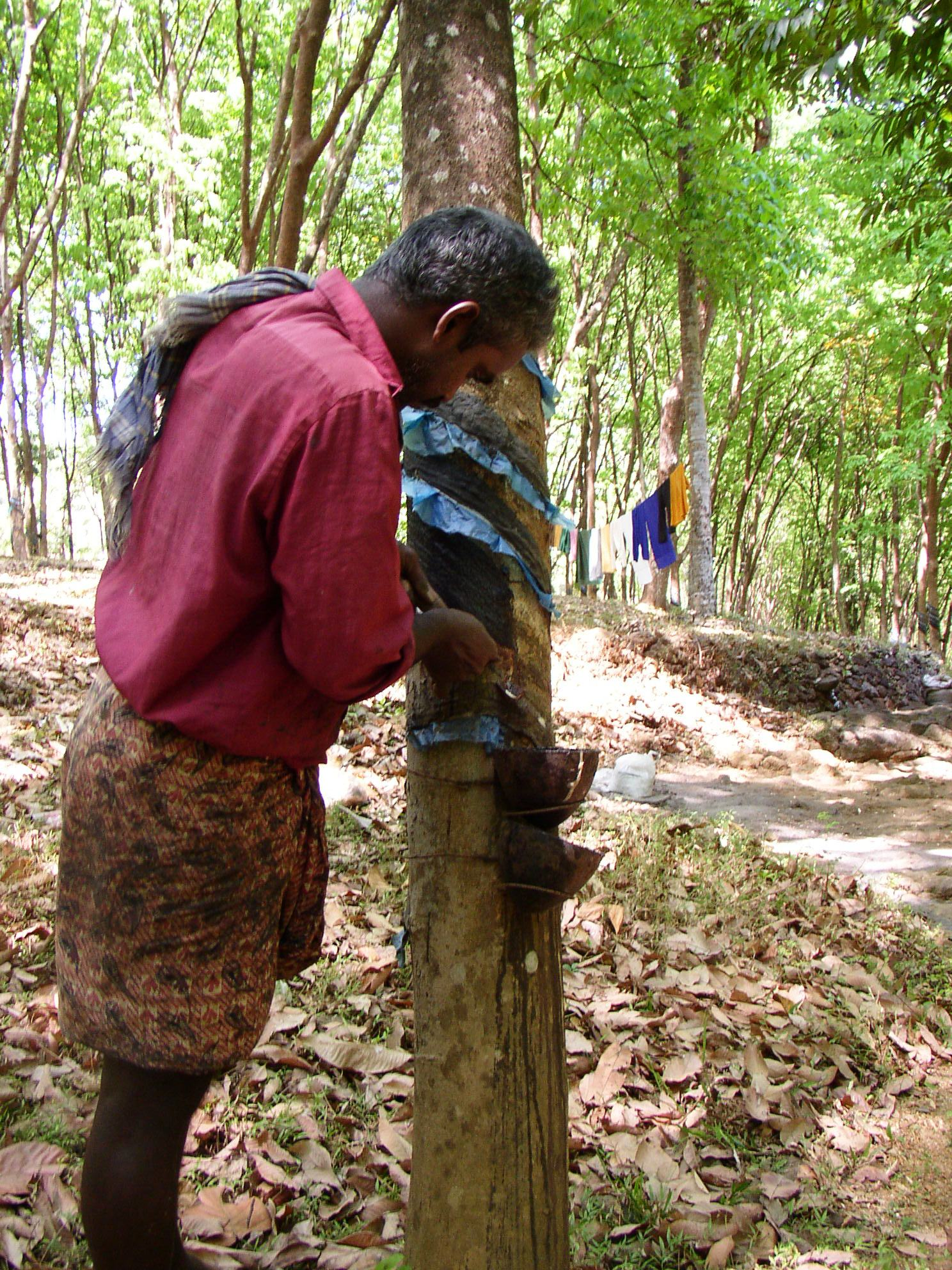
Kautschukplantage in Kerala (Indien)

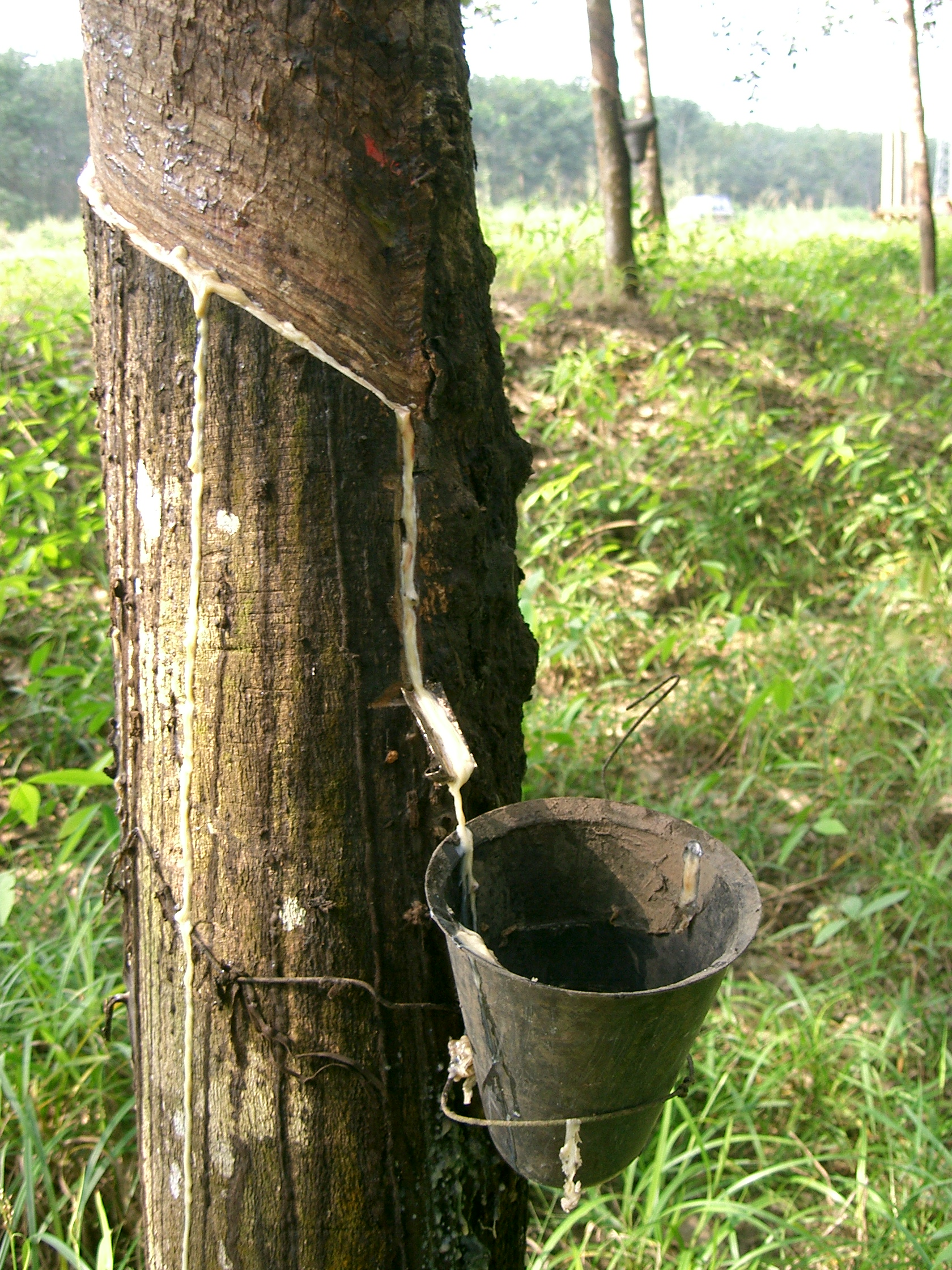
Kautschukgewinnung

Naturkautschuk, früher einfach Kautschuk genannt, auch als Gummi elasticum oder Resina elastica bezeichnet, ist ein gummiartiger Stoff im Milchsaft (Latex) vieler verschiedener Kautschukpflanzen. Der kautschukführende Latex liegt meistens als milchige Flüssigkeit vor, er kann aber auch in halbfester Form in den Pflanzen enthalten sein. Der Milchsaft schmeckt ähnlich süßem Rahm und ist genießbar.

## Etymologie
Das deutsche Wort Kautschuk ist ein Lehnwort aus französisch caoutchouc und geht über spanisch caucho, früher cauchuc, auf eine indigene Sprache Perus zurück. Im Tupi bzw. Quechua steht der Ausdruck caa ochu, gebildet aus den Wörtern caa ‘Baum’, ‘Holz’ und ochu ‘Träne’, ‘Blut’, für das „weinende“, „blutende Holz“ oder „Tränen des Baumes“. In Bezug auf den bei Rindenverletzungen fließenden Milchsaft wurde der Ausdruck in das Spanische übernommen als caucho, auch einen Gummisammler bezeichnend. Der französische, 1743–1745 den Amazonas bereisende La Condamine nannte das eingesammelte Produkt caoutchouc; den Milchsaft nannte er Latex, zu spanisch leche ‘Milch’, bzw. lateinisch latex ‘Flüssigkeit’ (von altgriechisch látax ‘Tropfen’).
Ursprünglich war Kautschuk die Bezeichnung für den Naturkautschuk; mit der Entwicklung von Synthesekautschuken werden heute als „Kautschuk“ alle hochpolymeren Stoffe bezeichnet, die bei Raumtemperatur amorph sind, eine niedrige Glastemperatur haben und bei Temperaturerhöhung über eine zunehmende Plastizität verfügen. Heute stellt Naturkautschuk weniger als die Hälfte des produzierten Kautschuks; 60 % des weltweiten Kautschuk-Bedarfs werden durch Synthesekautschuk gedeckt.

## Herkunft
Der Naturkautschuk wird heute sowohl in Südostasien wie in Mittel- und Südamerika hauptsächlich aus dem ursprünglich nur im Amazonasbecken vorkommenden Kautschukbaum (Hevea brasiliensis) gewonnen. Über 99 % des Naturkautschuks stammt heute als Hevea-Kautschuk von dieser Art, der auch Para-Kautschuk genannt wird. Das Präfix Para- steht für den brasilianischen Bundesstaat Pará, aus dem der Hevea-Kautschuk früher stammte.

## Eigenschaften
Der Latex des Kautschukbaums ist eine kolloide Dispersion von etwa einem Drittel Kautschuk in einer wässrigen Lösung (Serum). Hauptbestandteil des Kolloids ist ein Polymer aus Isopren-Einheiten, das cis-1,4-Polyisopren; andere Stoffe sind Proteine und Harze, die die Kolloide stabilisieren. Das spezifische Gewicht des Kolloids liegt bei etwa 0,93–0,96, das des Serums bei 1,02.
Der aus der Latex gewonnene Hevea-Kautschuk enthält etwa 2,8 % Proteine, 2,8 % Harz, 0,2 bis 0,6 % Wasser und etwa 0,38 % mineralische Bestandteile. Der gereinigte Kautschuk ist bräunlich und etwas durchscheinend. Beim Abkühlen auf 3 °C oder darunter wird er spröde. Beim Erhitzen auf 145 °C wird er klebrig, oberhalb von 170 °C zerfließt er. Er ist empfindlich gegenüber Oxidationsmitteln und aggressiven Medien. Kautschuk ist in Benzin, chlorierten Kohlenwasserstoffen und Ölen löslich. In heißem Wasser lässt er sich weder stark erweichen, noch knetbar machen.
Stoffe, die aus Pflanzen mit überwiegend trans- oder gemischt-konfiguriertem 1,4-Polyisopren bestehen, wie beispielsweise bei Balata, Guttapercha oder Chicle, werden nicht als Naturkautschuk bezeichnet.

## Andere Quellen
Viele andere Pflanzenarten liefern cis-1,4-Polyisopren von unterschiedlicher Qualität, werden jedoch wenig oder nicht genutzt. Einige der tausenden Arten in etwa 20 Pflanzenfamilien sind:
Hevea benthamiana, Hevea guianensus (Para-Kautschuk), Manihot carthaginensis subsp. glaziovii (Ceara-Kautschuk), Manihot dichotoma (Jeque-Kautschuk), Castilla elastica (Panama-Kautschuk), Ficus elastica (Indischer Kautschuk), Funtimia elastica (Lagos-Kautschuk), Landolphia kirkii (Landolphia-Kautschuk), Landolphia gentilli, Landolphia heudelotii, Landolphia owariensis (Landolphia- oder Madagaskar-Kautschuk), Crytostegia grandiflora, Crytostegia madagascariansis (Madagaskar-Kautschuk), Parthenium argentatum (Guayule), Russischer Löwenzahn (Löwenzahn-Kautschuk, Taraxacum kok-saghyz), Stachel-Lattich (Lactuca serriola), Willoughbya spp. (Borneo-Kautschuk), Hancornia spp. (Bahia- oder Mangabeira-Kautschuk) sowie viele weitere.

## Geschichte
Die chemische Summenformel von Naturkautschuk fand Michael Faraday 1826 und den Isopren-Anteil Charles Hanson Greville Williams 1860. Die korrekten Vorstellungen von Naturkautschuk als Makromolekül stammt von Hermann Staudinger (1920), wobei er in Samuel Pickles (1906) einen Vorläufer hatte.

### Anfänge in Mittelamerika
Die ältesten bekannten Gegenstände aus Kautschuk stammen aus der Zeit um 1600 v. Chr.
Die Völker des mittelamerikanischen Mesoamerikas und die indigenen Völker Amazoniens nutzten Naturkautschuk bereits in präkolumbianischer Zeit in vielfältiger Weise. Am bekanntesten ist das Mesoamerikanische Ballspiel mit einem Vollgummi-Ball. Wegen seiner wasserabweisenden Eigenschaften wurde auch Stoff mit Kautschuk beschichtet. Die Maya sollen zum Beispiel ihre Füße mit einem begrenzt haltbaren Gummiüberzug versehen haben. Außerdem war der Kautschuk für das tägliche Leben nützlich. Mit ihm wurden Schläuche, Gefäße, Fackeln und sogar Kleidungsstücke hergestellt. Auch als Opfergabe bei religiösen Volkszusammenkünften, an Opfertagen und zu feierlichen Anlässen wurde er genutzt.

### Beginn der Nutzung in Europa
Nach der Entdeckung Amerikas durch die Europäer war der Kautschuk anfangs nur wenigen Menschen in Europa bekannt, etwa Kaiser Karl V., dem von Hernán Cortés eine aztekische Ballspielmannschaft vorgeführt wurde. Erst durch Bücher gelangte das Wissen verstärkt an die Öffentlichkeit. So beschrieb Juan de Torquemada 1615 in „De la Monarquia Indiana“, wie die Indianer Gegenstände wasserabweisend machten, der Conquistador Bernal Díaz del Castillo beschrieb um ca. 1520 aztekische Ballspieler. Dieser Bericht wurde allerdings erst 1632 in einer Bibliothek in Madrid entdeckt und veröffentlicht.
Charles Marie de La Condamine beobachtete auf einer wissenschaftlichen Expedition für die Pariser Akademie der Wissenschaft von 1735 bis 1745 im Amazonasgebiet, auf welche Weise Kautschuk verwendet wurde, und beschrieb die indianische Herstellungsweise. Dies löste weitere Berichte und die ersten europäischen Versuche mit dem neuen Werkstoff aus: 1761 wurde ein Lösungsmittel für festen Kautschuk gefunden, um 1770 entstand der Radiergummi, 1791 ein erstes patentiertes Verfahren von Samuel Peal, in Terpentin gelösten Kautschuk auf Gewebe aufzutragen, 1824 der erste Regenmantel oder Mackintosh und die „Wellington boots“. Diese frühen Gummistiefel wurden durch Arthur Wellesley, 1. Herzog von Wellington, im England des frühen 19. Jahrhunderts bekannt. Trotz dieser und weiterer Erfolge war das Material nach wie vor nur schwer zu gebrauchen, da es bei großer Hitze zu kleben begann und bei Kälte spröde wurde.

### Kautschukboom und Absturz

#### Erfindung des Gummis

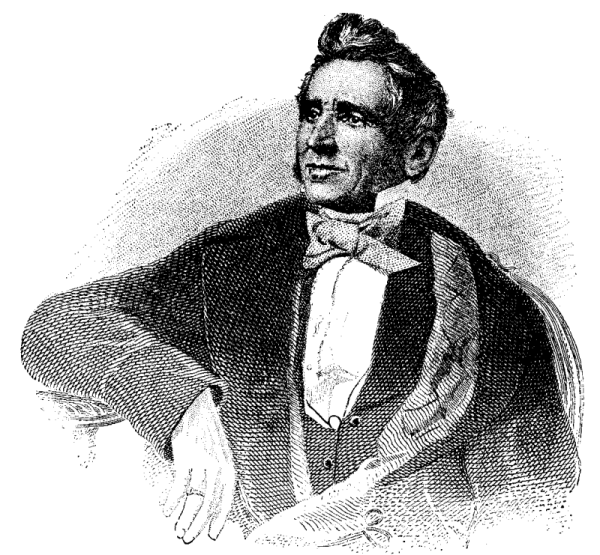
Charles Goodyear, in Scientific American Supplement NO. 787, 31. Januar 1891

Als Erfinder des Gummis sind indigene Völker Südamerikas anzusehen. Der Gummi ist dabei keineswegs nur eine Entdeckung, seine Verwendung setzt eine entwickelte Technologie voraus. Deren Zentrum ist eine spezifische Form der Räucherung, bei der das Polymer stabilisiert und desinfiziert wird, das Produkt ist beständiger gegenüber mikrobiellem Befall, Wärme, Sauerstoff, Hitze und Kälte. Man kann daher von einem funktionalen Äquivalent zur modernen Vulkanisation sprechen oder auch von einer biologischen Vulkanisation. Sehr viele moderne Gummiprodukte, z. B. Stiefel, Regenmäntel, Gummiringe, Gummibänder, Gummialligatoren, Gummibälle usw. waren bereits den indigenen Völkern Südamerikas bekannt. Es handelt sich um präkolumbianische Erfindungen, denn bei seiner zweiten Reise fanden Christoph Columbus und seine Begleiter bereits perfektionierte Gummiprodukte und eine effiziente Gummitechnologie vor. Die antiken Mesoamerikaner kannten das moderne, schwefelbasierte Verfahren der Vulkanisation nicht. Sie erreichten aber durch Zugabe von Baum- und Pflanzensäften die Umwandlung des plastischen Gummis zu einem elastischen. Diese Nutzung von Pflanzensäften führte ebenfalls zu relativ stabilen Gummiprodukten, kann aber in ihrer Bedeutung und auch in ihrer Effizienz nicht mit der Räucherung verglichen werden.
Im Jahre 1839 erfand Charles Goodyear, der dabei allerdings wesentliche Anregungen von dem Chemiker Friedrich Wilhelm Lüdersdorff nutzte, das Verfahren der Vulkanisation, durch das der plastische Kautschuk in elastisches Gummi umgewandelt werden kann. Dies bot viele neue Anwendungsmöglichkeiten, so etwa in Form von luftgefüllten Gummireifen, einer Erfindung des Schotten John Boyd Dunlop, die dieser 1888 zum Patent anmeldete. In der Folge kam es in der Amazonasregion in den Jahren von 1839 bis 1910 zu einem Kautschukboom, der die Städte Manaus und Belém zu den damals reichsten Regionen Brasiliens machte. Damals entstanden das Teatro Amazonas in Manaus, das am 7. Januar 1897 mit La Gioconda von Amilcare Ponchielli eröffnete und die 364 km lange Madeira-Mamoré-Eisenbahn (EFMM). Diese sollte Kautschuk aus nur schwer per Schiff erreichbaren Gebieten des Amazonas bis nach Porto Velho am Rio Madeira transportieren. Die Eisenbahnverbindung wurde sogar im Vertrag von Petrópolis zwischen Bolivien und Brasilien erwähnt, da dort eine Verlängerung der Strecke von der brasilianischen Grenzstadt Guajará-Mirim am Río Mamoré bis in die bolivianische Stadt Riberalta vereinbart wurde. Diese wurde allerdings nie gebaut, da der Kautschukboom vorher endete. Die Kautschukgewinnung ging mit Sklaverei einher, die im Putumayo-Völkermord mit 40.000 bis 250.000 Toten kulminierte.

#### Kautschukbaum-Plantagen

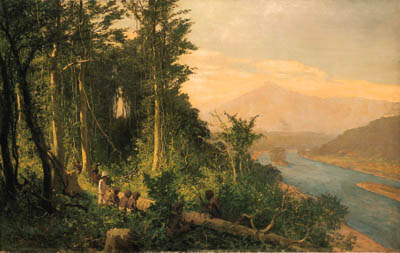
Kautschuk-Gewinnung in Deutsch-Neuguinea, Gemälde von Rudolf Hellgrewe

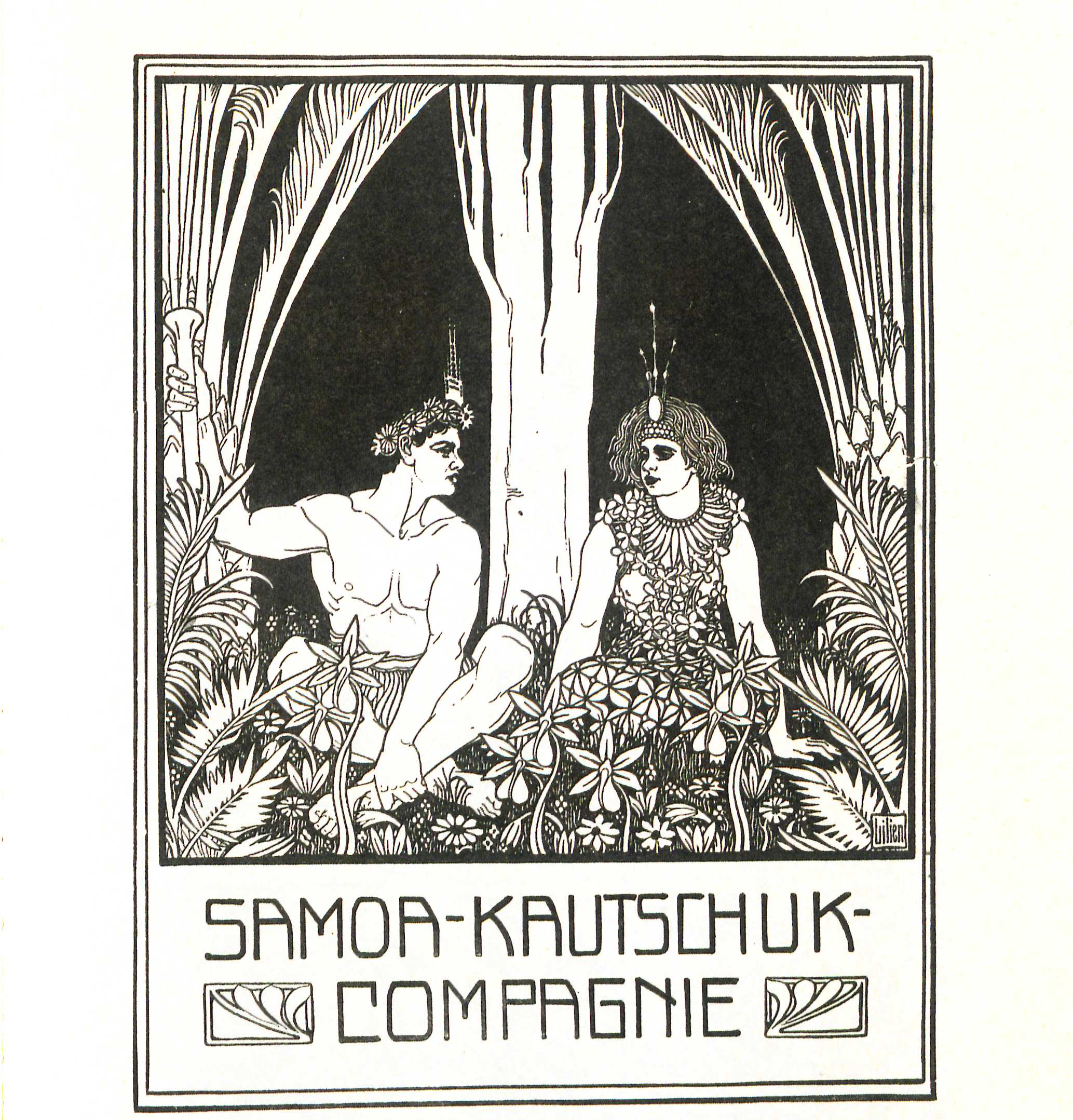
E. M. Lilien: Werbeplakat (1905)

Nachdem Kautschuk in Form von Gummi zu einem wichtigen Werkstoff geworden war, gab es Versuche, Kautschukbäume in Plantagen zu züchten. In Südamerika gelang dies nicht, da der Pilz Microcyclus ulei diese Produktionsweise verhinderte. Die Engländer konnten in ihren Kolonien in Asien aber Plantagen aufbauen (Microcyclus ulei konnte sich bisher nicht in Asien etablieren, dafür aber andere Pilzarten, die mit Fungiziden bekämpft werden können.)
Bereits 1876 hatte der Engländer Henry Wickham rund 70.000 Kautschuksamen aus Brasilien in das britische Ceylon (heute Sri Lanka) geschmuggelt, aber erst zu Anfang des 20. Jahrhunderts kamen größere Mengen Kautschuk aus Asien auf den Markt. Ein weiteres wichtiges Produktionsgebiet war das tropische Afrika. Besonders im Kongo-Freistaat unter der Herrschaft des belgischen Königs Leopold II. wurde die einheimische Bevölkerung mit brutalen Methoden zum Kautschuksammeln gezwungen („Kongogräuel“). Auch in den französischen Kolonialgebieten wie Gabun und der Zentralafrikanischen Republik wurden die Einwohner auf diese Weise ausgebeutet.
Durch die zusätzlichen Plantagen außerhalb Brasiliens konnte der Kautschukbedarf besser gedeckt werden, so dass der Preis fiel und der Kautschukboom in Amazonien zu einem Ende kam. Zwar führte der große Bedarf während des Ersten Weltkrieges noch einmal zu einem Aufschwung, doch dieser war nicht von Dauer. Neben den Brasilianern litten auch die Briten unter dem niedrigeren Preis, weshalb sie 1922 den Stevenson-Plan erdachten, ein Kautschuk-Kartell, das vornehmlich zu Lasten des größten Verbrauchers, der USA, ging. Zu dieser Zeit entstand der Plan des Besitzers der Ford-Werke, Henry Ford, Kautschuk in Brasilien selbst anzubauen. Im heutigen Fordlândia in der Gemeinde Aveiro beschäftigte Ford in den zwanziger Jahren bis zu 5000 Arbeiter, aber wegen verschiedener Schwierigkeiten, beispielsweise starkem Befall durch den in Brasilien vorkommenden Pilz Microcyclus ulei, misslang das Projekt. 1934 gab es mit dem International Rubber Regulation Agreement einen weiteren Versuch, den Kautschukpreis zu stabilisieren.

### Kautschuk-Mangel während der Weltkriege

#### Synthetische Kautschuk-Alternativen in Deutschland
Während des Ersten und Zweiten Weltkriegs verlor das Deutsche Reich den Zugang zu seinen Kautschuk-Quellen, weshalb die Suche nach Alternativen gefördert wurde. Im Ersten Weltkrieg stellte der Chemiker Fritz Hofmann aus Dimethyl-Butadien einen Gummiersatz her, sogenannten Methyl-Kautschuk (Synthetischer Kautschuk). Auch während des Zweiten Weltkriegs wurde Kautschuk knapp, diesmal jedoch nicht nur für die europäischen Achsenmächte, sondern auch für die Alliierten, weil die asiatischen Plantagen durch Japan erobert worden waren. Im Deutschen Reich produzierte der Chemiekonzern I.G. Farben ab 1935 in den Buna-Werken in Schkopau Styrol-Butadien-Kautschuk unter dem Namen Buna. Als Rohstoff diente beispielsweise in Schkopau Braunkohle; der notwendige Wasserstoff stammte aus dem benachbarten Leunawerk.

#### Synthetische Kautschuk-Alternativen in den USA
Ab 1940 lagerte die staatliche US-amerikanische Rubber Reserve Company Naturkautschuk ein, weil die USA einen Lieferstopp bei einem Angriff Japans in Asien befürchteten. Als dieser 1941 eintrat, begannen die USA, 15 staatlich finanzierte Fabriken für Buna-Kautschuk aufzubauen. Die Patente für diesen Styrol-Butadien-Kautschuk lagen bei der Standard Oil of New Jersey, die sich wegen eines Abkommens mit der I.G. Farben weigerte, die Buna-Patente für den US-Markt freizugeben. Daraufhin bezichtigte eine Untersuchungskommission das Unternehmen einer „fortgesetzten Verschwörung zugunsten Deutschlands“ und Harry S. Truman sprach öffentlich von „Verrat“. Der US-Kongress beschloss die Freigabe der Buna-Patente für Amerika. Im Jahr 1943 übertraf die US-Produktion von 185.175 t „Government Rubber“ erstmals die deutsche Produktion von 110.569 t; sie wurde bis zum Kriegsende auf über 730.000 t pro Jahr gesteigert.

#### Natürliche Kautschuk-Alternativen
Es gab zudem Versuche, andere kautschukliefernde Pflanzen zu nutzen. Während des Russlandfeldzuges erbeutete die deutsche Wehrmacht sowjetisches Forschungsmaterial über die Verwendung von Russischem Löwenzahn (Taraxacum kok-saghyz Rodin) zur Kautschukproduktion. Es gab deutsche Pläne, 1944 in Osteuropa auf 1.200 km² Löwenzahn anzubauen, da dieser in den Wurzeln zwischen 6 % und 10 % Kautschuk enthält. Dies wurde aber wegen des Kriegsverlaufes unmöglich. In den USA wurde der Zwergstrauch Guayule (Parthenium argentatum) während des Zweiten Weltkrieges als Ersatzpflanze untersucht. Auch hier ist Kautschuk mit einem Anteil von 5 % bis 7 % vornehmlich in den Wurzeln konzentriert. Von 2008 bis 2012 erforschte das EU-Forschungsprojekt EU-PEARLS beide Pflanzenarten. Die Continental AG hat die Nutzung des Löwenzahn-Kautschuks als Rohstoff für Autoreifen und LKW-Reifen erforscht. Auch der Guayule-Kautschuk wird heute für antiallergische Kautschukprodukte und auch für Reifen genutzt.

## Gewinnung und Handel

### Gewinnung

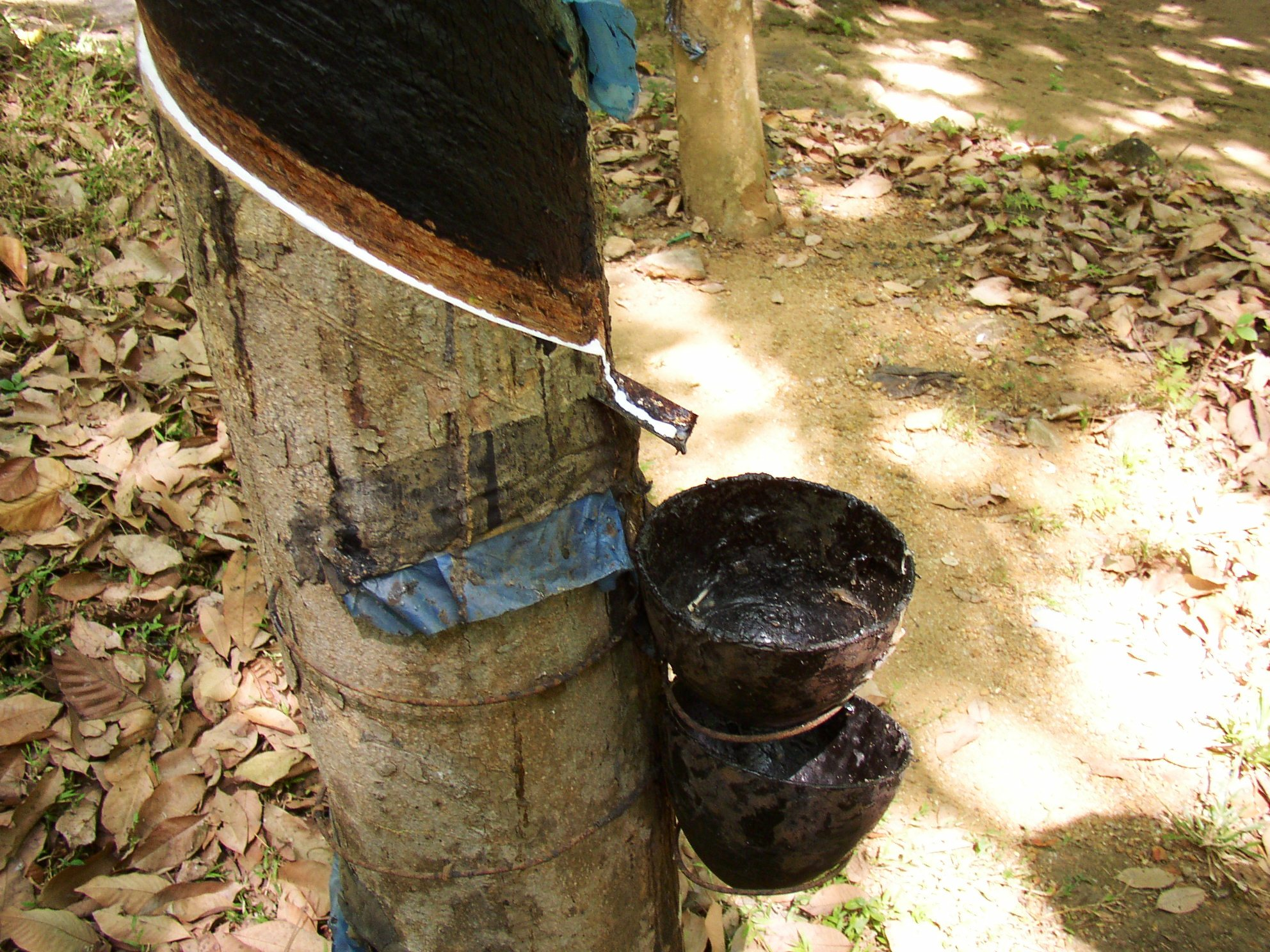
Der Latex fließt unmittelbar nach dem Schnitt.

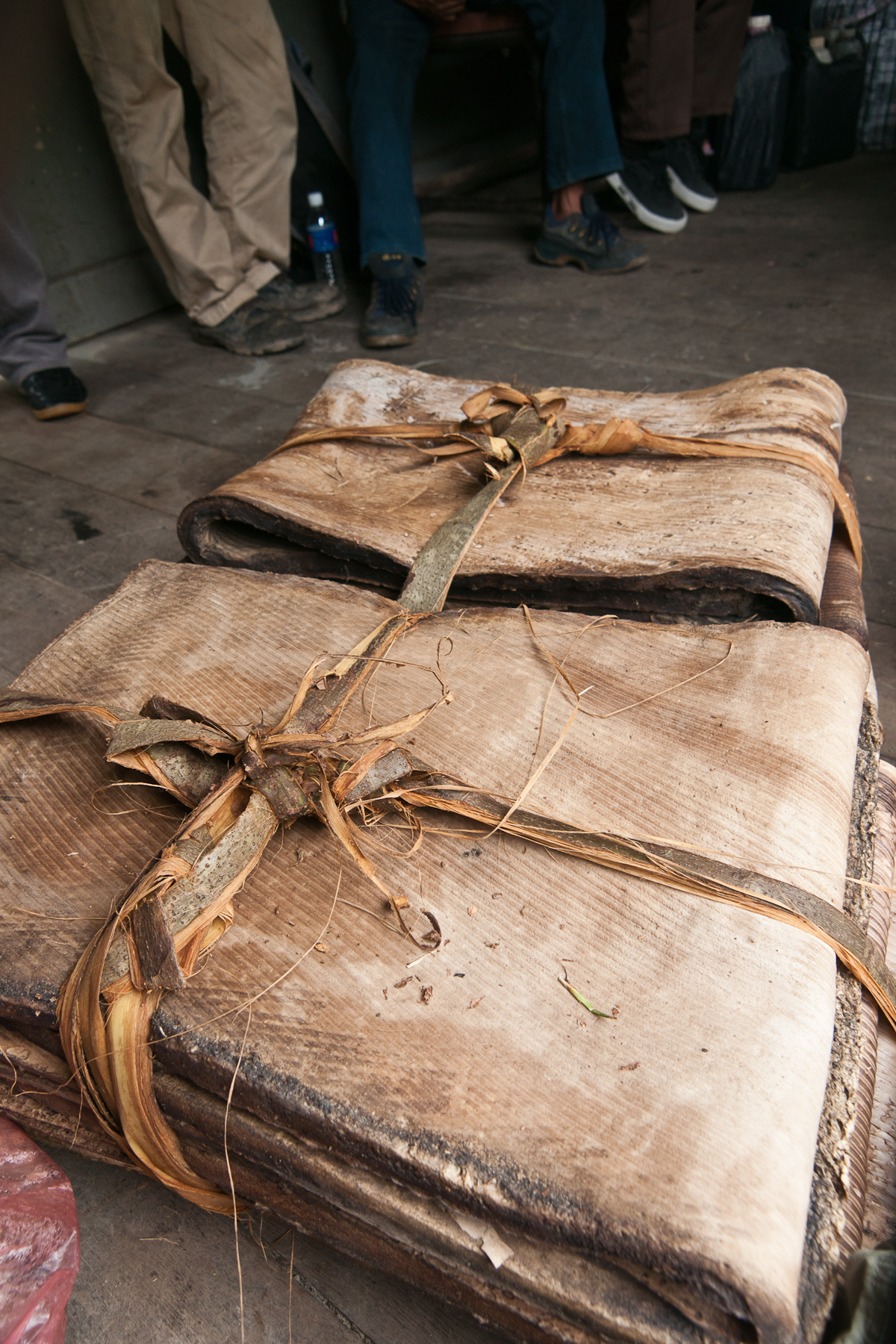
Rohkautschukballen aus dem Padas-Tal bei Tenom, Sabah

Naturkautschuk wird überwiegend aus dem Kautschukbaum gewonnen. Die auch als Latex oder Milchsaft bezeichnete Flüssigkeit wird meistens durch das Anritzen der Baumrinde freigesetzt, weil er flüssig in schlauchförmigen Milchröhren enthalten ist, und in Behältern aufgefangen. Dies ist aber bei einigen anderen Arten, welche ebenfalls Kautschuk liefern, nicht immer der Fall.
| Zusammensetzung des Latex (Milchsaft von Hevea brasiliensis) |
| ------------------------------------------------------------ |
| 60–75 % Wasser                                               |
| 25–35 % Kautschuk                                            |
| 1,5–2,5 % Harze                                              |
| 1,5–2 % Proteine                                             |
| 0,5–1 % Mineralstoffe                                        |

Der überwiegende Anteil des Naturkautschuks wird in Plantagen gewonnen.
In Brasilien wird er weiterhin nur aufwendig als Sammlerprodukt (Extraktivismus) gewonnen. Diese ökologisch relativ unbedenkliche, nachhaltige Bewirtschaftung bietet den Einheimischen Einnahmen. Der 1988 ermordete Chico Mendes war beteiligt an der Entwicklung des Konzepts der Nutzreservate. 2007 gab es in Amazonien 65 ausgewiesene Kautschuk-Sammelgebiete (Reservas Extrativistas, RESEX) mit einer Gesamtfläche von 117.720 km². Dies sind 2,3 % der Gesamtfläche Amazoniens. Erlaubt ist dort das Zapfen von Naturkautschuk, die Gewinnung von Speiseölen, das Fischen und im kleinen Umfang auch das Fällen von Bäumen. Nicht selten führen illegale Aktivitäten in den Nutzreservaten zu Konflikten.

### Handelsform
Neben Naturkautschuk, der als Ballen oder Pulver gehandelt wird, kommt auch stabilisiertes Latexkonzentrat in den Handel. Stabilisiertes Latexkonzentrat lässt sich bei der Verarbeitung leichter dispergieren und mit anderen Stoffen besser mischen. Der Latex wird vor Ort mit Ammoniak am Koagulieren gehindert und mit anderen Stoffen antibakteriell behandelt. Die Dispersion wird durch Zentrifugieren, Eindampfen im Vakuum oder Aufrahmen konzentriert.
Um Kautschuk zu erhalten, wird der Latex zur Gerinnung (Koagulation) gebracht. Dies wurde früher durch Rühren des erhitzten Latex gemacht, heute geschieht dies in Fabriken unter Zugabe von Säuren. Anschließend wird der feuchte Feststoff geräuchert und dann auf verschiedene Weise gewaschen, getrocknet und in Form gebracht. Eine Handelsvariante ist Sheet-Kautschuk. Der Naturkautschuk wird mit einer schwachen Ameisen- oder Essigsäure koaguliert. Anschließend wird der Kautschuk in einem Walzwerk in ein mehrere Millimeter dickes und etwa einen halben Meter breites glattes Band gewalzt, wobei die letzte Walze ein charakteristisches Muster einprägt. Traditionelle Handelssorten dieser Variante sind „smoked sheets“ (im Rauch getrocknet) und „air dried sheets“ (rauchfrei getrocknet). Eine weitere Variante ist Crepe-Kautschuk. Traditionelle Handelssorten sind „pale crepes“ (ausgesuchte Qualität). Der Latex wird in diesem Fall mit Natriumhydrogensulfit koaguliert. Der Kautschuk läuft durch geriffelte Walzen, zuletzt folgen einige glatte Walzen. Die zweite Variante sind „brown crepes“ (mindere Qualität) aus hochwertigen Kautschukabfällen.
Nach der Trennung in etwa 1 Meter lange „sheets“ oder „crepes“ werden diese nach Qualität sortiert und als Ballen von etwa 100 kg verkauft. Heute kommt nach national standardisierten Verfahren hergestellter Naturkautschuk am häufigsten vor. Diese Verfahren sind beispielsweise Thai Tested Rubber (TTR), Standard Indonesian Rubber (SIR) oder Standard Malaysian Rubber (SMR) u. a.

### Weltproduktion
Die fünf wichtigsten Produzentenstaaten von Naturkautschuk sind heute Thailand, Indonesien, Malaysia, Indien und die Volksrepublik China. Die größten afrikanischen Produzenten sind die Elfenbeinküste, Nigeria und Liberia. Die Weltproduktion belief sich 2003 auf 7,6 Mio. t (Trockengewicht), wovon 80 % exportiert wurden. Hauptabnehmer sind die Vereinigten Staaten, Japan, China, Deutschland und Frankreich.
| Rang | Land           | Produktion (in Tsd. t) | Rang | Land        | Produktion (in Tsd. t) | Acht Staaten erzeugen über 88 %der weltweiten Menge an Naturkautschuk. |
| 1    | Thailand       | 3030                   | 10   | Brasilien   | 96                     | Acht Staaten erzeugen über 88 %der weltweiten Menge an Naturkautschuk. |
| 2    | Indonesien     | 1792                   | 11   | Sri Lanka   | 92                     | Acht Staaten erzeugen über 88 %der weltweiten Menge an Naturkautschuk. |
| 3    | Malaysia       | 1000                   | 12   | Philippinen | 88                     | Acht Staaten erzeugen über 88 %der weltweiten Menge an Naturkautschuk. |
| 4    | Indien         | 0694                   | 13   | Guatemala   | 50                     | Acht Staaten erzeugen über 88 %der weltweiten Menge an Naturkautschuk. |
| 5    | China          | 0550                   | 14   | Kambodscha  | 46                     | Acht Staaten erzeugen über 88 %der weltweiten Menge an Naturkautschuk. |
| 6    | Vietnam        | 0391                   | 15   | Kamerun     | 46                     | Acht Staaten erzeugen über 88 %der weltweiten Menge an Naturkautschuk. |
| 7    | Elfenbeinküste | 0123                   | 16   | Myanmar     | 36                     | Acht Staaten erzeugen über 88 %der weltweiten Menge an Naturkautschuk. |
| 8    | Nigeria        | 0112                   | 17   | Mexiko      | 23                     | Acht Staaten erzeugen über 88 %der weltweiten Menge an Naturkautschuk. |
| 9    | Liberia        | 0108                   |      |             |                        | Acht Staaten erzeugen über 88 %der weltweiten Menge an Naturkautschuk. |

Quelle: Handelsblatt – Die Welt in Zahlen (2005)
Vietnam baute den Anbau von Naturkautschuk in den letzten Jahren deutlich aus. So stieg die Ausfuhr 2010 auf den Wert von 782.200 Tonnen mit einem Weltmarktwert von 2,38 Mrd. US-Dollar. Die Anbaufläche für Naturkautschuk betrug 740.000 ha im Jahr 2010 und rangierte damit auf Platz fünf nach Thailand, Indonesien, Malaysia und Indien. (Stand 2011)

## Chemischer Aufbau

Struktur von Naturkautschuk: Die Isopreneinheiten haben aus Perspektive der Hauptkette eine cis-Struktur.

Naturkautschuk ist ein Polymerisat aus dem Monomer Isopren (2-Methyl-1,3-butadien) und hat eine fast einheitliche Struktur mit cis-1,4-Verknüpfung. Es wird den Polyterpenen zugeordnet. Die mittlere molare Masse des Naturkautschuks liegt bei etwa 500.000 bis 2 Millionen g·mol−1 außerordentlich hoch.

## Materialeigenschaften

### Physikalische Eigenschaften

Viskoelastische Dehnung von Kautschuk auf eine anliegende mechanische Spannung

Unvulkanisierter Naturkautschuk ist viskoelastisch, unter einer länger anliegenden Kraft verformt er sich dauerhaft und geht nach dem Ende der Krafteinwirkung nicht vollständig in seine ursprüngliche Form zurück. Der Grund dafür ist, dass die Polymere nicht untereinander kovalent verknüpft sind.
Nach der Vulkanisation zeigt Naturkautschuk (bzw. nun Gummi) durch die Vernetzung der Polymerketten zwei wichtige Elastizitätsbereiche. Bei tiefen Temperaturen ist er nun elastisch – geht also nach einer Krafteinwirkung vollständig in seine ursprüngliche Form zurück. Bei hohen Temperaturen dagegen ist der Werkstoff nach wie vor viskoelastisch.
Unterhalb ihrer Glasübergangstemperatur werden sowohl Kautschuk als auch Gummi hart und spröde.
Naturkautschuk ist im Vergleich zu den gängigen synthetischen Varianten wesentlich strapazierfähiger und wird daher beispielsweise für stark belastete Reifenanwendungen im Baugewerbe eingesetzt. Bedingt wird dieser Vorteil durch scherinduzierte Kristallisation – eine spontane reversible Versteifung des Materials unter mechanischer Belastung (Überfahren spitzer Steine, Glasscherben u. ä.). Bei herkömmlichen Autoreifen werden Synthese- und Naturkautschuk gemischt.

### Allergene Eigenschaften
Gegen Para-Kautschuk kann es zu einer Allergie kommen, der sogenannten Latex-Allergie. Das eigentliche Allergen ist ein in Spuren darin enthaltenes Protein. Obwohl diese Allergie relativ weit verbreitet ist, kann die genaue Prävalenz (Krankheitshäufigkeit) nur auf Werte zwischen 3 und 20 % geschätzt werden. Bekannt ist allerdings, dass Personen, die oft in Kontakt mit Naturkautschuk kommen, eine Risikogruppe darstellen, die erheblich häufiger unter dieser Allergie leidet. Dies sind beispielsweise Ärzte, OP-Schwestern, Pfleger, aber auch Kinder, die häufig operiert werden müssen. Eine Alternative ist die Verwendung von synthetischem Kautschuk oder Guayule-Kautschuk. Allerdings ist in manchen Kunststoffen Naturlatex ohne Kennzeichnung enthalten, was speziell bei Patienten mit dieser Allergie sehr problematisch sein kann.

## Weiterverarbeitung

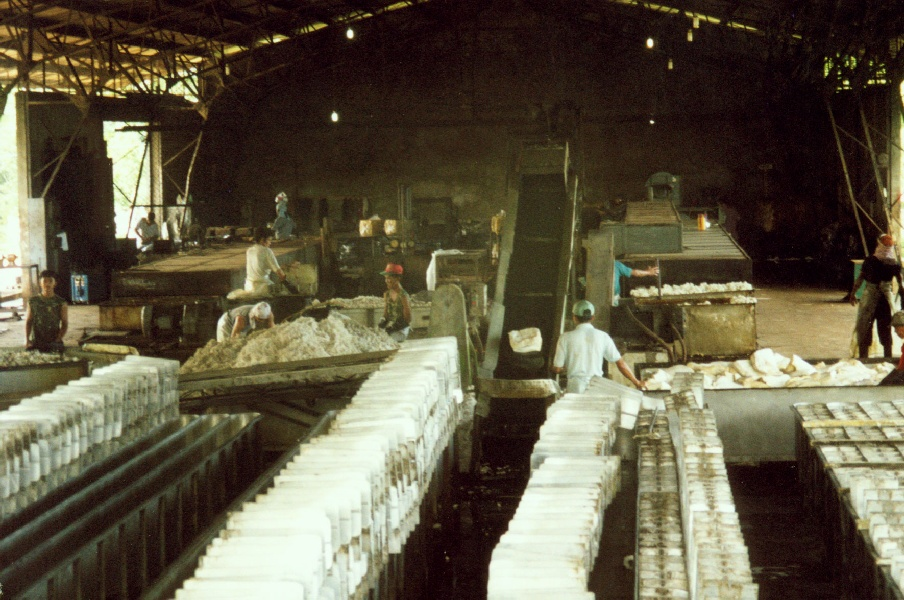
Latexfabrik auf Basilan (Philippinen)

### Verarbeitung
Naturkautschuk (wie auch synthetischer Kautschuk) kann vulkanisiert werden. Das heißt, er wird mit Schwefel oder mit Peroxiden, Metalloxiden und anderem vernetzt (EPM, EVA, Neopren), er kann aber auch nur thermisch vernetzt werden (Styrol-Butadien-Kautschuk (SBR) und Nitrilkautschuk (NBR)). Der Schwefelgehalt bestimmt auch die Härte; 4–5 % weich, 25–30 % hart.
Der Kautschuk wird, je nach Verwendung, ergänzt durch Additive wie:
- Mastizierhilfsmittel (Mastikation oder Mastizieren ist das mechanische Zerreißen längerer Kautschuk-Polymerketten mithilfe von Walzen oder Knetmaschinen); chemische Mittel helfen bei der Kettenmolekülzerstückelung
- Ruße mit großer innerer Oberfläche, um z. B. die UV-Beständigkeit und die Abriebfestigkeit für Autoreifen zu erhöhen,
- Weichmacher,
- Faktis (vernetzte Mineral- oder Pflanzenöle mit kautschukähnlichen Eigenschaften),
- Vernetzungschemikalien,
- Alterungsschutzmittel,
- Flammschutzmittel,
- Pigmente oder Farbstoffe.

Naturkautschuk kann als alleiniges Polymer oder in Mischungen mit Synthesekautschuken verwendet werden. Nachteilig ist, dass Naturkautschuk bei Kontakt mit Sonnenlicht, UV-Licht oder Fetten versprödet oder sich auflösen kann.

### Produkte
Naturkautschuk kann zu unterschiedlichsten Produkten verarbeitet werden:
- 70 % des Kautschuks dienen zur Produktion von Autoreifen, 12 % des Kautschuks zur Herstellung von Latexprodukten, 8 % zur Herstellung von technischen Produkten.[29]
- Bindemittel für die Papierstreicherei, die Teppichrückenbeschichtung sowie getauchte Artikel, wie dünne Handschuhe.
- In aufgeschäumter Form wird Kautschuk für Matratzen verwendet.
- Kautschuk kann zu Porengummi (auch als Moosgummi bezeichnet) weiterverarbeitet werden, bei dem der elastische Schaumstoff Porenstrukturen von völlig geschlossen bis völlig geöffnet haben kann. Auf diese Art können nicht nur Material und damit Kosten eingespart werden, sondern zusätzlich auch gewisse mechanische Eigenschaften des Profils, wie beispielsweise die Härte, verändert werden.
- Eine weitere wichtige Anwendung sind Dichtungsprofile aus Kautschuk. Aufgrund der günstigen Witterungseigenschaften wird hierfür hauptsächlich Ethylen-Propylen-Dien-Kautschuk (EPDM) verwendet. Die Dichtungssysteme werden durch Extrusion hergestellt und oft in angeschlossenen Veredelungsverfahren beflockt, kaschiert und/oder lackiert.
- Kleidungsstücke und andere Artikel aus Kautschuk (Latexkleidung), bzw. Gummi reizen die Haut und andere Sinne (Geruch, Optik) auf eine besondere Art (Wärme – Kälte, Feuchtigkeit, Betonung der Körperformen), und dienen somit dem Gummifetischismus.
- Weitere Verwendungen sind die Herstellung von dünnen Filmen für Kondome, Handschuhe oder Luftballons (getauchte Ware) und in dickeren Filmen für die Herstellung von Abgussformen, LKW- und PKW-Reifen, Motorlagern, sowie diversen Gummi/Metall-Verbindungen.
- In Kombination mit Schwefel wird Naturkautschuk zu Ebonit vulkanisiert, das u. a. bei der Herstellung von Schreibgeräten sowie Mundstücken (Blasinstrument, Tabakspfeife) zum Einsatz kommt.
- Mit verschiedenen Zusätzen wird er zu Kaugummi verarbeitet
- Als Radiergummi und Radierknete zum Radieren von Zeichnungen
- Als Typengummi zur Reinigung der Typen von Schreibmaschinen